# Красноріченське (село)
Краснорі́ченське (рос. Краснореченское) — село у складі Хабаровського району Хабаровського краю, Росія. Адміністративний центр Корсаковського сільського поселення.

## Населення
Населення — 2165 осіб (2010; 2391 у 2002).
Національний склад (станом на 2002 рік):
- росіяни — 90 %